# Prémio Pulitzer de Poesia
O Prémio Pulitzer de Poesia é um dos seis Prémios Pulitzer americanos que são entregues anualmente nas modalidades de Letras, Teatro e Música. Tem sido atribuído desde 1922 a um volume notável de versos originais de um autor americano, publicado durante o ano precendente. 
Os finalistas são anunciados desde 1980, geralmente dois para além do vencedor.

## Prémios especiais de 1918 e 1919
Os Pulitzers de 1918 e 1919 incluem Citações Especiais de livros de poesia, "tornadas possíveis devido a uma bolsa especial da Sociedade de Poesia", que o programa do Pulitzer lista agora como prémios de poesia.
- 1918, Sara Teasdale
- 1919, Carl Sandburg
- 1919, Margaret Widdemer

## Vencedores
Nos seus 92 anos até 2013, o Prémio Pulitzer de Poesia foi entregue 92 vezes. Dois foram atribuídos em 2008, nenhum em 1946. Robert Frost venceu o prémio quatro vezes e muitos outros venceram mais de uma vez.

### 1920
- 1922: Collected Poems por Edwin Arlington Robinson
- 1923: The Ballad of the Harp-Weaver: A Few Figs from Thistles: Eight Sonnets in American Poetry, 1922. A Miscellany por Edna St. Vincent Millay
- 1924: New Hampshire: A Poem with Notes and Grace Notes por Robert Frost
- 1925: The Man Who Died Twice por Edwin Arlington Robinson
- 1926: What's O'Clock por Amy Lowell
- 1927: Fiddler's Farewell por Leonora Speyer
- 1928: Tristram por Edwin Arlington Robinson
- 1929: John Brown's Body por Stephen Vincent Benét

### 1930
- 1930: Selected Poems de Conrad Aiken
- 1931: Collected Poems de Robert Frost
- 1932: The Flowering Stone de George Dillon
- 1933: Conquistador de Archibald MacLeish
- 1934: Collected Verse de Robert Hillyer
- 1935: Bright Ambush de Audrey Wurdemann
- 1936: Strange Holiness de Robert P. T. Coffin
- 1937: A Further Range de Robert Frost
- 1938: Cold Morning Sky de Marya Zaturenska
- 1939: Selected Poems de John Gould Fletcher

### 1940
- 1940: Collected Poems de Mark Van Doren
- 1941: Sunderland Capture de Leonard Bacon
- 1942: The Dust Which Is God de William Rose Benét
- 1943: A Witness Tree de Robert Frost
- 1944: Western Star de Stephen Vincent Benét
- 1945: V-Letter and Other Poems de Karl Shapiro
- 1946: não foi atribuído prémio
- 1947: Lord Weary's Castle de Robert Lowell
- 1948: The Age of Anxiety de W. H. Auden
- 1949: Terror and Decorum de Peter Viereck

### 1950
- 1950: Annie Allen de Gwendolyn Brooks
- 1951: Complete Poems de Carl Sandburg
- 1952: Collected Poems de Marianne Moore
- 1953: Collected Poems 1917–1952 de Archibald MacLeish
- 1954: The Waking de Theodore Roethke
- 1955: Collected Poems de Wallace Stevens
- 1956: Poems: North & South - A Cold Spring de Elizabeth Bishop
- 1957: Things of This World de Richard Wilbur
- 1958: Promises: Poems 1954-1956 de Robert Penn Warren
- 1959: Selected Poems 1928-1958 de Stanley Kunitz

### 1960
- 1960: Heart's Needle de W. D. Snodgrass
- 1961: Times Three: Selected Verse From Three Decades de Phyllis McGinley
- 1962: Poems de Alan Dugan
- 1963: Pictures from Brueghel de William Carlos Williams
- 1964: At The End Of The Open Road de Louis Simpson
- 1965: 77 Dream Songs de John Berryman
- 1966: Selected Poems de Richard Eberhart
- 1967: Live or Die de Anne Sexton
- 1968: The Hard Hours de Anthony Hecht
- 1969: Of Being Numerous de George Oppen

### 1970
- 1970: Untitled Subjects de Richard Howard
- 1971: The Carrier of Ladders de William S. Merwin
- 1972: Collected Poems de James Wright
- 1973: Up Country de Maxine Kumin
- 1974: The Dolphin de Robert Lowell
- 1975: Turtle Island de Gary Snyder
- 1976: Self-portrait in a Convex Mirror de John Ashbery
- 1977: Divine Comedies de James Merrill
- 1978: Collected Poems de Howard Nemerov
- 1979: Now and Then de Robert Penn Warren

### 1980
- 1980: Selected Poems de Donald Justice
- 1981: The Morning of the Poem de James Schuyler
- 1982: The Collected Poems de Sylvia Plath
- 1983: Selected Poems de Galway Kinnell
- 1984: American Primitive de Mary Oliver
- 1985: Yin de Carolyn Kizer
- 1986: The Flying Change de Henry S. Taylor
- 1987: Thomas and Beulah de Rita Dove
- 1988: Partial Accounts: New and Selected Poems de William Meredith
- 1989: New and Collected Poems de Richard Wilbur

### 1990
- 1990: The World Doesn't End de Charles Simic
- 1991: Near Changes de Mona Van Duyn
- 1992: Selected Poems de James Tate
- 1993: The Wild Iris de Louise Glück
- 1994: Neon Vernacular: New and Selected Poems de Yusef Komunyakaa
- 1995: The Simple Truth de Philip Levine
- 1996: The Dream of the Unified Field de Jorie Graham
- 1997: Alive Together: New and Selected Poems de Lisel Mueller
- 1998: Black Zodiac de Charles Wright
- 1999: Blizzard of One de Mark Strand

### 2000
- 2000: Repair de C. K. Williams
- 2001: Different Hours de Stephen Dunn
- 2002: Practical Gods de Carl Dennis
- 2003: Moy Sand and Gravel de Paul Muldoon
- 2004: Walking to Martha's Vineyard de Franz Wright
- 2005: Delights & Shadows de Ted Kooser
- 2006: Late Wife de Claudia Emerson
- 2007: Native Guard de Natasha Trethewey
- 2008: Time and Materials de Robert Hass
- 2008: Failure de Philip Schultz
- 2009: The Shadow of Sirius de W. S. Merwin

### 2010
- 2010: Versed de Rae Armantrout
- 2011: The Best of It: New and Selected Poems de Kay Ryan
- 2012: Life on Mars de Tracy K. Smith
- 2013: Stag's Leap de Sharon Olds
- 2014: 3 Sections de Vijay Seshadri
- 2015: Digest de Gregory Pardlo
- 2016: Ozone Journal de Peter Balakian

## Vencedores recorrentes
Robert Frost venceu o Prémio Pulitzer de Poesia quatro vezes de 1924 a 1943. Edwin Arlington Robinson venceu três prémios durante os anos 1920 e várias pessoas venceram dois prémios.
- Edwin Arlington Robinson, 1922, 1925, 1928
- Robert Frost, 1924, 1931, 1937, 1943
- Stephen Vincent Benét, 1929, 1944
- Archibald MacLeish, 1933, 1953
- Robert Lowell, 1947, 1974
- Richard Wilbur, 1957, 1989
- Robert Penn Warren, 1958, 1979
- William S. Merwin, 1971, 2009

Carl Sandburg venceu um dos prémios especiais pela sua poesia em 1919 e venceu o Pulitzer de Poesia em 1951.